# Jacques Badet
Pour les articles homonymes, voir Badet.
Jacques Badet, né le 29 octobre 1943 à Cogny (Rhône), est un homme politique français.

## Biographie
Agrégé d'espagnol, universitaire, a été maître-assistant à l'Université de Lyon II. Inspecteur général de l'Éducation nationale (1991-2007).
Homme politique, maire de Saint-Chamond, Loire (1977-1989), Conseiller Général (1979-1992), Député (1981-1988).
Après avoir, en janvier 1983, été chargé de mission par M. Jean Le Garrec, alors ministre délégué chargé de l'emploi, pour lancer l'implantation des comités de bassin, il est nommé président du Comité de liaison des bassins d'emploi.
Impliqué dans le développement de l'habitat social, il a présidé la fédération nationale des Offices publics de l’habitat (OPH) dont il est en 2024 président d'honneur, il est aussi président du conseil d'administration de l'Agence nationale de l'habitat (ANAH) de 1989 à 1995.

## Détail des fonctions et des mandats
Mandats locaux
- 1977 - 1983 : Maire de Saint-Chamond
- 1983 - 1989 : Maire de Saint-Chamond
- 1979 - 1985 : Conseiller général du canton de Saint-Chamond
- 1985 - 1992 : Conseiller général du canton de Saint-Chamond-Sud
- 2014 - En cours : Conseiller municipal de Saint-Gengoux-le-National (commune de Saône et Loire)

Mandats parlementaires
- 21 juin 1981 - 1er avril 1986 : Député de la 3e circonscription de la Loire
- 16 mars 1986 - 14 mai 1988 : Député de la Loire

## Ouvrages
- Être maire de Saint-Chamond, Ed. Horvath, 1987
- Deux sœurs : roman, Éd. Bénévent, 244 pages, 2010
- Contes anarchistes espagnols, 1870-1930, anthologie, présentation et traduction, Presses universitaires de Lyon, 166 pages, 1980  (ISBN 2-7297-0077-3 et 978-2-7297-0077-5) présentation éditeur.
- Devenir des comités de bassin d'emploi : rapport au Premier ministre, 142 pages, la Documentation française, 1983